# José Casares Gil
José Casares Gil (Santiago de Compostela, 10 de marzo de 1866-21 de marzo de 1961) fue un químico y farmacéutico español.

## Biografía
Hijo de Antonio Casares Rodríguez y perteneciente a una familia de profesores universitarios, se licenció en Farmacia por la Universidad Santiago de Compostela en 1884, en 1888 logró la primera cátedra de Análisis Químico y Técnica Física de la Facultad de Farmacia de Barcelona, de la que pasó a la de Madrid en 1905. Estudio también Ciencias. Organizó las enseñanzas básicas de la carrera. 
En 1896 fue en viaje de estudios a Múnich, donde trabajó bajo la dirección del profesor Adolph Baeyer. Con este motivo conoció las técnicas de la investigación química, que tanto esplendor tenían entonces en Alemania. Fue condiscípulo de Richard Willstätter, Heinrich Wieland y otros, con los que mantuvo estrecha amistad toda su vida. En 1936 se jubiló como catedrático, pero después de la guerra fue nombrado decano de la Facultad de Farmacia de Madrid y fue sustituido en la cátedra por su sobrino nieto Román Casares López.

## Investigación
Deseoso de completar su formación con el conocimiento de otras escuelas, estuvo en París con Henri Moissan, el descubridor del flúor y autor de brillantes técnicas de investigación en bajas y altas temperaturas. Más tarde, en 1899, se trasladó a los EE. UU., donde trabajó en Nueva York con Smidt en la separación de metales nobles y tierras raras. 

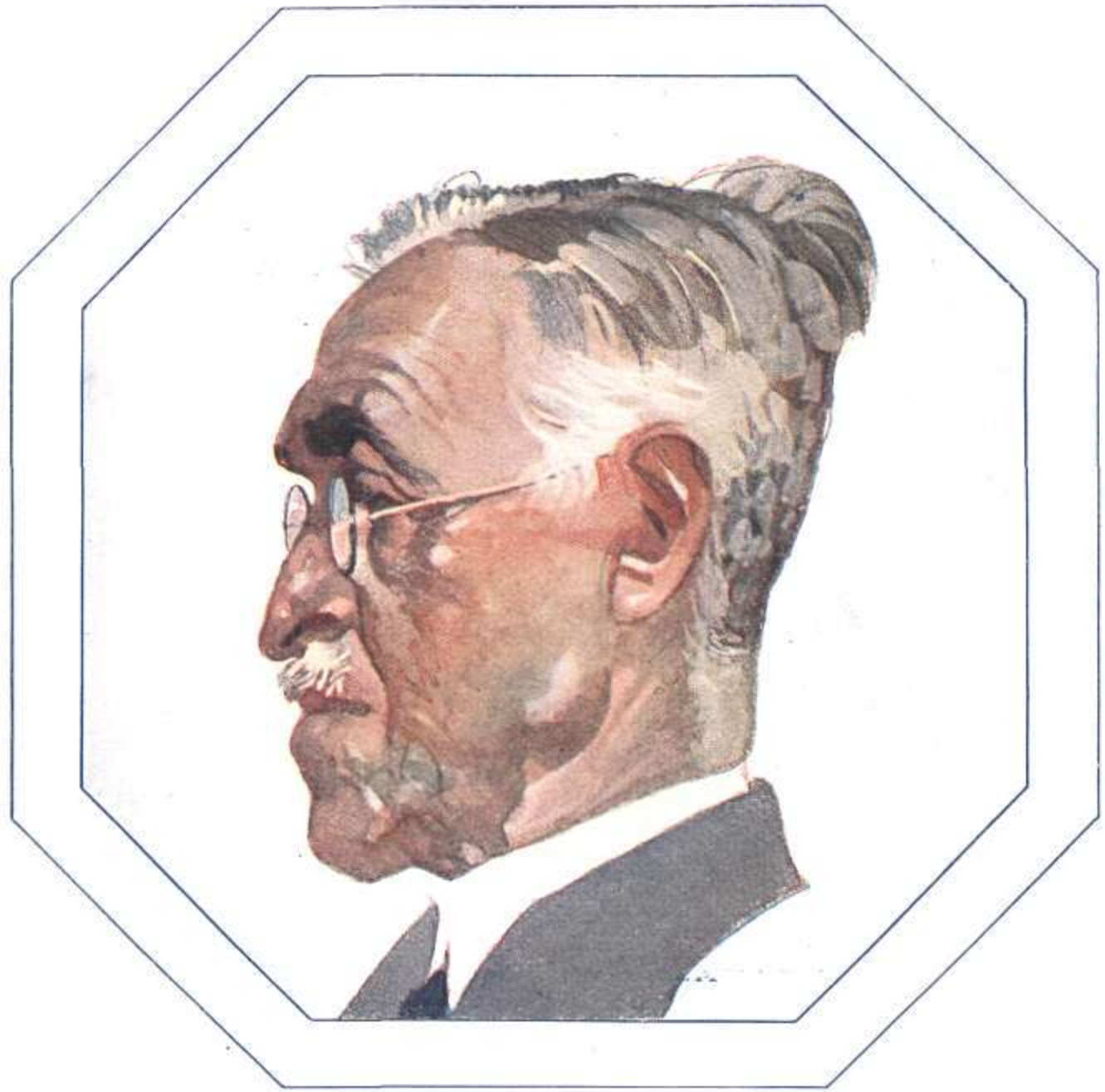
Retratado por Alonso en la revista argentina Caras y Caretas (1924)

Con todo este bagaje de experiencia pronunció el célebre discurso de apertura del curso 1900-01 en la Universidad de Barcelona, en el que expuso el atraso de las Universidades españolas, en las que, a pesar de haber excelentes conferenciantes, no se producían aportaciones originales a una ciencia que caminaba a pasos agigantados. Fue el precursor del desarrollo actual de la Química en España. 

## Cargos y representaciones
En 1905 fue nombrado senador en representación de la Universidad de Santiago. Fue elegido académico en 1911 de la Real Academia de Ciencias Exactas, Físicas y Naturales. Designado presidente de la Academia el 24 de enero de 1940, ocupó el cargo hasta el 11 de junio de 1958.
Durante la dictadura de Primo de Rivera fue miembro de la Asamblea Nacional Consultiva.